# Zone van Arcoperna sericea en Chlamys tigerina

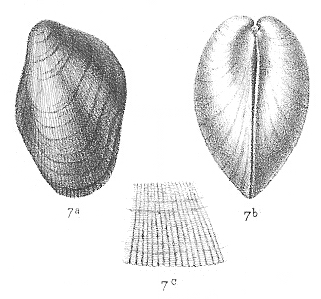

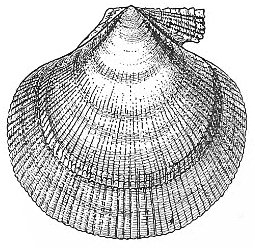
Arcoperna sericea en Palliolum tigerinum
naamgevende soorten
voor MOL. E

De Zone van Arcoperna sericea en Chlamys tigerina of MOL. E is een molluskenbiozone in mariene boven miocene afzettingen van Nederland. De zone is vernoemd naar twee meestal algemeen optredende soorten: Arcoperna sericea en Chlamys tigerina. De geldige naam van Chlamys tigerina is Palliolum tigerinum. Het is niet gebruikelijk om de naam van een biozone aan te passen als door taxonomische of nomenclatorische redenen de naam van de naamgevende soorten later verandert. In de zonenaam blijven "ouderwetse" soortnamen dus gewoon staan. Dit is in lijn met de aanbevelingen van de 'International Stratigraphic Guide'.
De zone werd in 1975 door Gerard Spaink geïntroduceerd. Zij is aanwezig in de top van de (lithostratigrafische) Formatie van Breda en heeft een Susterien ouderdom.

## Definitie
De zone is gedefinieerd als een 'assemblage zone'. Dat betekent dat van een gegeven aantal soorten die een 'assemblage' (associatie of gezelschap) kunnen vormen een aantal in de bestudeerde monsters moet voorkomen om de aangetroffen fossiele fauna tot die zone te kunnen rekenen. Hoewel dus alle als kenmerkend beschouwde soorten bij elkaar kunnen worden aangetroffen is het niet noodzakelijk dat al deze soorten daadwerkelijk aanwezig zijn. Het is zelfs niet noodzakelijk dat de naamgevende soorten van de zone in de onderzochte laag aanwezig zijn!
Spaink (1975) beschouwde het gezamenlijke voorkomen van een aantal van de volgende soorten als kenmerkend voor deze zone:
| - Aequipecten radians - Arcoperna sericea - Arctica islandica - Atrina sp. - Cyclocardia orbicularis | - Glycymeris sp. - Lima sulcata - Lucinoma borealis - Nucula nucleus | - Palliolum tigerinum - Pycnodonta cochlear - Thracia - Turritella incrassata |

Naast de genoemde molluskensoorten werden de volgende andere invertebraten als karakteristiek beschouwd:
Cupuladria haidingeri, Cupuladria canariensis, Ditrupa subulata, Cidaris belgica, Terebratula sp. Lingula dumortieri.
Spaink beschouwde de fauna's uit deze zone als een overgang van door hem typisch geachte miocene fauna's naar de fauna's uit zone MOL.D. Hij noemde het lage aandeel van gastropoden opvallend.
De MOL.E zone werd beschreven als onderdeel van een serie molluskenzones beginnend in het Boven Mioceen tot aan de regressie aan het eind van het Tiglien. Van oud naar jong zijn dit de zones MOL.E tot en met MOL.A (zie het schema onderaan deze pagina). Later is deze biozonering door Sliggers & Van Leeuwen (1987) aangevuld met zones MOL.F/MOL.I van miocene ouderdom.

## Tafonomie
De zone is in het algemeen gekenmerkt door zeer arme fauna's. Vaak is het materiaal sterk uitgeloogd en/of fragmentair. Opvallend is dat fossielen van aragoniet vaak zeldzaam zijn of zelfs geheel ontbreken. Calcitische fossielen, of niet-kalkige fossielen zoals de brachiopoden Lingula en Terebratula voeren vaak de boventoon. Het sediment bestaat meestal uit donkergroen tot zwart glauconietzand (dat bij verwering bruingroen tot bruin kan zijn).
Soms komen zandsteenachtige verkittingen voor. Deze verkittingen kunnen een hoog aandeel aan pseudofaeces bevatten die erg veel lijken op de pseudofaeces die in het mosselslik op het huidige wad aanwezig zijn. Aangezien Mytilus in deze zone ontbreekt, moeten de pseudofaeces van een andere soort afkomstig zijn.
De beschreven tafonomie lijkt op een behoorlijk diepe zee te wijzen. Zij kan echter deels ook verklaard worden uit een droogvallende zee aan de top van de Formatie van Breda, dus na zone MOL.E en voor MOL.D2. Bodemprocessen kunnen eveneens de oorzaak zijn van een preferente oplossing van aragonitische fossielen.

## Biozones in Nederland
| chronostratigrafie | chronostratigrafie | Associatiezone                                         | Associatiezone                                         | Associatiezone                                         | Zonesymbool |
| ------------------ | ------------------ | ------------------------------------------------------ | ------------------------------------------------------ | ------------------------------------------------------ | ----------- |
| Onder- Pleistoceen | Tiglien            | Zone van Mya arenaria en Hydrobia ulvae                | Zone van Mya arenaria en Hydrobia ulvae                | Zone van Mya arenaria en Hydrobia ulvae                | MOL.A       |
| Onder- Pleistoceen | Pretiglien         | Zone van Serripes groenlandicus en Yoldia lanceolata   | Zone van Serripes groenlandicus en Yoldia lanceolata   | Zone van Serripes groenlandicus en Yoldia lanceolata   | MOL.B       |
| Plioceen           | Piacenzien         | Zone van Nassarius propinquus en Lentidium complanatum | Zone van Nassarius propinquus en Lentidium complanatum | Zone van Nassarius propinquus en Lentidium complanatum | MOL.C       |
| Plioceen           | Piacenzien         | Zone van Turritella triplicata en Yoldia semistriata   | MOL.D                                                  | Subzone van Nassarius reticosus en Chlamys opercularis | MOL.D1      |
| Plioceen           | Zanclien           | Zone van Turritella triplicata en Yoldia semistriata   | MOL.D                                                  | Subzone van Chlamys gerardi en Astarte trigonata       | MOL.D2      |
| Boven Mioceen      | Boven Mioceen      | Zone van Arcoperna sericea en Chlamys tigerina         | Zone van Arcoperna sericea en Chlamys tigerina         | Zone van Arcoperna sericea en Chlamys tigerina         | MOL.E       |

## Relaties met vroeger en elders gebruikte eenheden
In Engeland en België ontbreken equivalenten van deze zone.

## Mollusken uit zone MOL.E

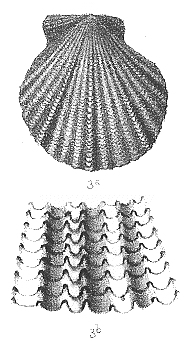
Aequipecten radians
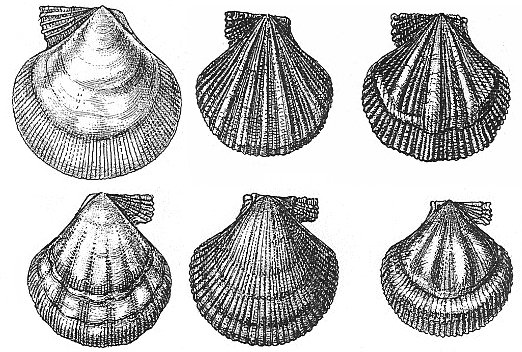
Palliolum tigerinum
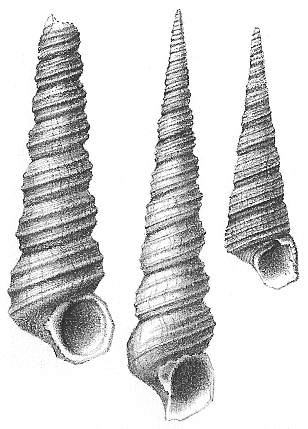
Turritella incrassata